# Ōmura (Nagasaki)
Ōmura (japanisch 大村市, -shi; wörtlich: großes Dorf) ist eine Stadt in der Präfektur Nagasaki in Japan.
Jeden Tag um 18 Uhr spielt in der Stadt die berühmte „Burg“ eine Musik, vergleichbar mit Kirchenglocken.

## Geografie
Die Stadt liegt in der Ōmura-Ebene (大村平野, Ōmura-heiya) an der Ōmura-Bucht.

## Geschichte
Ōmura war, wie auch Nagasaki, einer der wenigen Orte, an denen sich die Jesuiten und Portugiesen in Japan frei bewegen konnten.
Die moderne Stadt wurde am 11. Februar 1942 gegründet. Durch den Atombombenabwurf auf Nagasaki wurde Ōmura zu 33,1 % zerstört.

### Abschiebegefängnis
Auf Teilen des Geländes des nahegelegenen Sasebo-Marinestützpunktes wurde 1950 das Ōmura-Abschiebegefängnis (Ōmura Migrant Detention Center) eingerichtet. Die Unterkünfte waren extrem verkommen. Es wurden dort hauptsächlich Flüchtlinge, zunächst solche, die vor den Massakern auf Cheju, veranstaltet von den Truppen des US-gestützten Diktators Rhee Syng-man, dann solche des Korea-Krieges oft jahrelang ohne Gerichtsurteil gefangengehalten. Von der japanischen Regierung wurden diese Flüchtlinge als "blinde Passagiere" (mikkōsha – synonym mit "Schmuggler") gebrandmarkt. Ein im August 1996 eröffnetes modernes Gebäude in der Nähe, nun Ōmura Immigration Reception Center genannt, erfüllt heute dieselbe Funktion.

## Verkehr
- Flughafen Nagasaki
- Straßen:
  - Nagasaki-Autobahn
  - Nationalstraßen 34, 444
- Zug:
  - JR Ōmura-Linie
  - Nishi-Kyūshū-Shinkansen

## Städtepartnerschaften
- Itami, Japan, seit 1980[3]

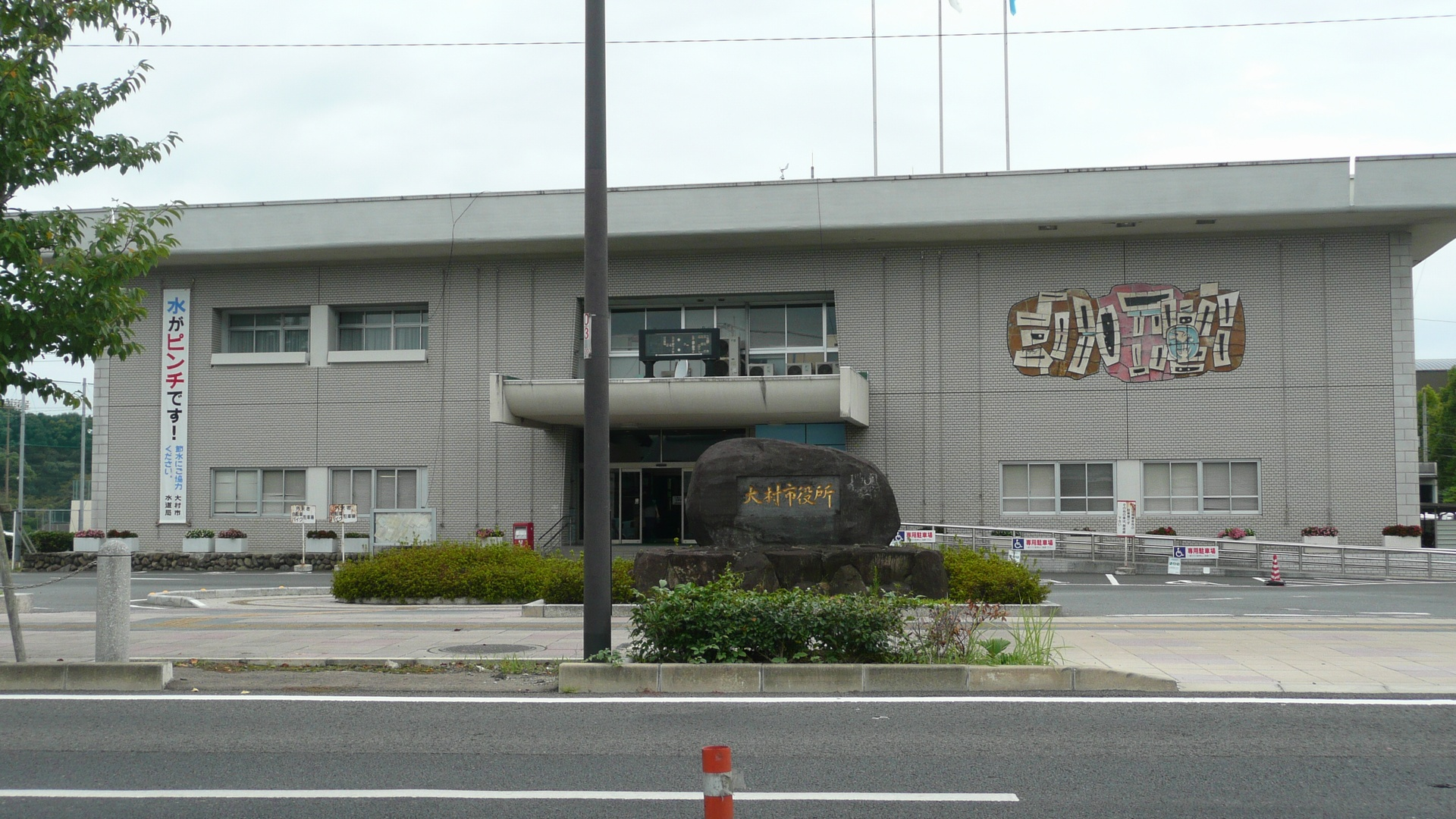
Rathaus von Omura (Präfektur Nagasaki, Japan)

- Minhang, China, seit 1993[3]
- Sintra, Portugal, seit 1997[3]
- Semboku, Japan, seit 2009[3]
- San Carlos (Kalifornien), USA, seit 2012[3]

## Söhne und Töchter der Stadt
- Nagaoka Hantarō (1865–1950), Physiker
- Masaki Okino (* 1996), Fußballspieler
- Taira Shige (* 1993), Fußballspieler

## Angrenzende Städte und Gemeinden
- Präfektur Nagasaki
  - Isahaya
  - Higashisonogi
- Präfektur Saga
  - Kashima
  - Ureshino
  - Tara